# Schenkeliobunum tuberculatus
Schenkeliobunum tuberculatus is een hooiwagen uit de familie Sclerosomatidae.